# 阿伦尼乌斯方程
阿瑞尼斯方程（或公式）是化学反应的速率常数与温度之间的关系式，适用于基元反应和非基元反应，甚至某些非均相反应。其不定积分形式为：
{\displaystyle \ k=Ae^{{-E_{a}}/{RT}}}　或　{\displaystyle \ \ln k=-{\frac {E_{a}}{RT}}+\ln A}
其中：
- {\displaystyle \ k} 为反应的速率常数；
- {\displaystyle \ A} 称为指前因子/阿伦尼乌斯常数，单位与 {\displaystyle \ k} 相同；
- {\displaystyle \ E_{a}} 为反应的活化能，单位为焦爾每莫耳（J/mol）或千焦每莫耳（kJ/mol），在温度变化范围不大时被视为常数；
- {\displaystyle \ R} 为气体常数；
- {\displaystyle \ T} 为绝对温标下的温度，单位为开尔文（K）。

## 意义
从阿伦尼乌斯方程可以看出，{\displaystyle \ \ln k} 随 {\displaystyle \ T} 的变化率与活化能 {\displaystyle \ E_{a}} 成正比。因此活化能越高，温度升高时反应速率增加得越快，反应速率对温度越敏感。如果同时存在多个活化能值不同的反应，则高温对活化能高的反应有利，低温对活化能低的反应有利。
对于不同温度 {\displaystyle \ T} 下的速率常数 {\displaystyle \ k} 值，其 {\displaystyle \ \ln k-1/T} 图应为一直线，直线的斜率和截距分别为 {\displaystyle \ -{\frac {E_{a}}{R}}} 和 {\displaystyle \ \ln A}，从此可以分别求得活化能 {\displaystyle \ E_{a}} 和指前因子 {\displaystyle \ A}。故活化能 {\displaystyle \ E_{a}} 也可以这样定义：
{\displaystyle \ E_{a}\equiv -R\left[{\frac {\partial \ln k}{\partial ~(1/T)}}\right]_{P}}

## 其他形式
微分形式：
{\displaystyle \ {\frac {\mathrm {d} \ln k}{\mathrm {d} T}}={\frac {E_{a}}{RT^{2}}}}
定积分形式：
{\displaystyle \ \ln {\frac {k_{2}}{k_{1}}}=-{\frac {E_{a}}{R}}\left({\frac {1}{T_{2}}}-{\frac {1}{T_{1}}}\right)}
阿瑞尼斯方程还可以表示为以下形式：
{\displaystyle \ T_{AF}={\frac {L_{n}}{L_{s}}}=\exp \left[{\frac {E_{a}}{k}}\left({\frac {1}{T_{n}}}-{\frac {1}{T_{s}}}\right)\right]}
其中 {\displaystyle \ L_{n}} 及 {\displaystyle \ L_{s}} 分別為正常狀況下的使用壽命及加速測試下的使用壽命。{\displaystyle \ E_{a}} 表示活化能。{\displaystyle \ k} 表示玻尔兹曼常数。{\displaystyle \ T_{n}} 及 {\displaystyle \ T_{s}} 分別表示正常狀況下的絕對溫度及加速測試下的絕對溫度。
阿伦尼乌斯方程一般适用于温度变化范围不大的情况，这时 {\displaystyle \ A} 和 {\displaystyle \ E_{a}} 变化不大，阿伦尼乌斯方程有很好的适用性。若温度范围较大，则阿伦尼乌斯方程会产生误差，此时常用下面的公式对阿伦尼乌斯方程进行修正：
{\displaystyle k=A(T/T_{0})^{n}e^{{-E_{a}}/{RT}}}
其中 {\displaystyle \ A}、{\displaystyle \ n}、{\displaystyle \ E_{a}} 均为常数，实验得到的 {\displaystyle \ n} 值通常在−1至1之间。如果 {\displaystyle \ n=0}，就得到未修正的阿伦尼乌斯方程。
也可以利用下面的广延指数式进行修正：
{\displaystyle k=Ae\left[-\left({\frac {E_{a}}{RT}}\right)^{\beta }\right]}
其中 {\displaystyle \ \beta } 为无量纲量。

## 历史
此方程最早由荷兰化学家范特霍夫在1884年根据实验结果归纳得出。1889年，瑞典化学家阿伦尼乌斯进一步分析了范特霍夫提出的反应速率对温度的依赖关系，并从原理的角度对方程做了解释，提出反应中“能垒”的存在。